# Victorinus von Poetovio
Victorinus von Poetovio oder Victorinus von Pettau († 304) war Bischof von Poetovio (dt. Pettau, heute Ptuj in Slowenien) an der Drau. Er ist der Verfasser des ältesten erhaltenen lateinischen Bibelkommentars, in dem er die Offenbarung des Johannes auslegt.

## Leben
Über sein Leben ist wenig bekannt, doch wird er von Hieronymus erwähnt. Möglicherweise stammte er aus dem griechischsprachigen Teil des römischen Reiches. Victorinus gilt als der erste kirchliche Schriftsteller aus den Balkan- und Donauprovinzen und als der früheste lateinische Bibelexeget. Von seinem vermutlich umfangreichen Schrifttum ist nur wenig erhalten geblieben.
Victorinus war kritisch gegenüber der römischen Staatsmacht. Er wandte sich gegen Irrlehren, neigte aber selbst dem Chiliasmus zu.
Victorinus wurde während der diokletianischen Verfolgung ermordet.

## Verehrung
Victorinus wird in der römisch-katholischen Kirche als Heiliger verehrt. Im Dom zu Münster wurden bis 1534 in einem Schrein seine Reliquien gezeigt. In diesem Jahr wurde der Reliquienschrein beim Bildersturm während der Herrschaft der Täufer in Münster zerstört.
Der Gedenktag ist in der orthodoxen wie der katholischen Kirche am 2. November (in der Diözese Graz-Seckau am 3. November).

## Werke
- De Fabrica Mundi
- In Apocalysin (auch: Scholia in Apocalypsin Beati Ioannis)
- Victorini Episcopi Petavionensis Opera. Herausgegeben von Johannes Hausleitner. Tempsky, Vindobonae 1916. (CSEL 49.)